# Turloughmore (Sligo) SAC
Turloughmore (Sligo) SAC este o arie protejată (sit de importanță comunitară — SCI) din Irlanda întinsă pe o suprafață de 74,17 ha, integral pe uscat.

## Localizare
Centrul sitului Turloughmore (Sligo) SAC este situat la coordonatele 54°04′00″N 8°41′34″W / 54.066769°N 8.692678°V.

## Înființare
Situl Turloughmore (Sligo) SAC a fost declarat sit de importanță comunitară în noiembrie 1997 pentru a proteja un număr necunoscut de specii din flora spontană și fauna sălbatică aflate în arealul zonei.

## Biodiversitate
Situată în ecoregiunea atlantică, aria protejată conține 1 habitat natural: Turlough.
La baza desemnării sitului se află un număr nedeclarat de specii protejate.